# Turínská stupnice
Turínská stupnice (Turínská škála) je metoda pro kategorizaci nebezpečí dopadu blízkozemních objektů jako planetek a komet. Komplexnější stupnice je Palermská stupnice.

## Turínská stupnice
Turínská stupnice označuje stupně barvami: bílá, zelená, žlutá, oranžová, červená.
| ŽÁDNÉ NEBEZPEČÍ (bílá)               | ŽÁDNÉ NEBEZPEČÍ (bílá) |
| ------------------------------------ | --- |
| 0.                                   | Pravděpodobnost srážky je nulová nebo je tak malá, že jí lze považovat za nulovou. Týká se také malých objektů jako meteory a tělesa, která shoří v atmosféře, stejně jako řídký případ meteoritů, které dopadnou na zem a jen vzácně způsobí škody.                                                                |
| NORMÁLNÍ (zelená)                    | |
| 1.                                   | Běžný objekt, jehož blízký průlet kolem Země nepředstavuje neobvyklé riziko. Současné výpočty udávají, že pravděpodobnost srážky je velice malá a není důvod znepokojovat veřejnost. Nová pozorování nejspíše povedou k přeřazení na stupeň 0.                                                                      |
| VYŽADUJE POZORNOST ASTRONOMŮ (žlutá) | |
| 2.                                   | Objekt, který se přibližuje, avšak takový průlet kolem Země není úplně neobvyklý. Zasluhuje pozornost astronomů, není však důvod znepokojovat veřejnost, protože skutečná srážka je nepravděpodobná. Nová pozorování nejspíše povedou k přeřazení na stupeň 0.                                                      |
| 3.                                   | Blízké přiblížení, vyžaduje pozornost astronomů. Současné výpočty udávají 1% a větší pravděpodobnost srážky schopné vyvolat lokální katastrofu. Nová pozorování nejspíše povedou k přeřazení na stupeň 0. Zaslouží si pozornost veřejnosti, pokud průlet nastane do 10 let.                                         |
| 4.                                   | Blízké přiblížení, vyžaduje pozornost astronomů. Současné výpočty udávají 1% a větší pravděpodobnost srážky schopné vyvolat regionální katastrofu. Nová pozorování nejspíše povedou k přeřazení na stupeň 0. Zaslouží si pozornost veřejnosti, pokud průlet nastane do 10 let.                                      |
| HROZBA (oranžová)                    | |
| 5.                                   | Blízké přiblížení, které představuje vážnou, avšak stále nepotvrzenou hrozbu regionální katastrofy. Kritická pozornost astronomů je potřeba pro nezvratné určení, zda srážka nastane nebo ne. Pokud má přiblížení nastat do 10 let, vládní úřady by měly být varovány.                                              |
| 6.                                   | Blízké přiblížení, které představuje vážnou, avšak stále nepotvrzenou hrozbu celosvětové katastrofy. Kritická pozornost astronomů je potřeba pro nezvratné určení, zda srážka nastane nebo ne. Pokud má přiblížení nastat do 30 let, vládní úřady by měly být varovány.                                             |
| 7.                                   | Velmi blízké přiblížení velkého objektu. Pokud má nastat v tomto století, představuje nebývalou, ale stále nejistou hrozbu celosvětové katastrofy. Pro takovou hrozbu v tomto století by mezinárodní společenství mělo být varováno, zvláště za účelem naléhavého a nezvratného určení, zda srážka nastane nebo ne. |
| JISTOTA SRÁŽKY (červená)             | |
| 8.                                   | Jistá srážka schopná způsobit lokální katastrofu při dopadu na pevninu nebo tsunami při dopadu blízko pobřeží. Taková událost nastává průměrně mezi jednou za 50 let až jednou za několik tisíc let. |
| 9.                                   | Jistá srážka schopná způsobit regionální katastrofu při dopadu na pevninu nebo velká tsunami při dopadu do oceánu. Taková událost nastává průměrně mezi jednou za 10 000 let až jednou za 100 000 let. |
| 10.                                  | Jistá srážka schopná způsobit celosvětovou katastrofu, která může ohrozit civilizaci tak, jak ji známe, ať již zasáhne pevninu nebo oceán. Taková událost nastává průměrně jednou za 100 000 let nebo méně často.                                                                                                   |

## Objekty s vyšším stupněm
Dosud největší stupeň č. 4 měla až do roku 2012 planetka Apophis, další planetka 2004 VD17 dosáhla stupně č. 2, celá řada objektů dosáhla stupně č. 1. Všechny však byly později sníženy na stupeň č. 0, viz Kategorie:Potenciálně nebezpečné planetky.
Stupeň 3 na Turínské stupnici hodnocení měla od 27. ledna 2025 do 20. února 2025 přibližně 55 m velká planetka 2024 YR4 (šance 1:43, že 22. prosince 2032 zasáhne Zemi) Astronomové na to reagovali naplánováním pozorování výkonnějšími dalekohledy, protože objekt se vzdaluje a slábne, aby bylo možné určit jeho dráhu s větší přesností a zlepšit tak předpověď rizika dopadu. Od 25. února 2025 je už jen na stupni 0.